# Antihoney
antihoney (1992-2023) （アンチハニー）は日本人の音楽家名、またはアーティスト本人による2001年に開始した音楽プロジェクトの名称である。

## 来歴
2001年からソロで活動を開始し、2003年1月に音楽配信サービスmuzieに初投稿。この時投稿した楽曲「dove」は後にFlash作家のぴろぴとの動画「doll」のBGMに使用され、動画の鮮烈な印象も相まって徐々にアーティスト名が認知されるようになった。
2006年頃までインターネット上で楽曲を配信するなどの活動をした後消息が途絶え、以降2019年まで休眠状態であった。
2019年3月頃より、他者による無断での楽曲販売が発覚し、事態収束のためTwitterアカウントを開設、オフィシャルウェブサイトで声明を出すなど再活動している。
2021年10月のラストライブをもって活動停止。
2023年、情報告知の代理人として彗星読書クラブから逝去の発表があり、今後のプロジェクトについて著作権についても告知される。死因は体調悪化によるもの。時期や状況については、本人の意思により非公開。「私はこの世を去りますが、その事実を知っても、決して死に憧れを持ってはいけません。いつでもご自身の命を祝福してください。」と書き残している。